# Sofía Gaviria
 (octobre 2014).
Sofia Alejandra Gaviria Correa est une femme politique colombienne. À l’heure actuelle, elle est sénatrice de la République de la Colombie et co-directrice national du Parti libéral colombien.

## Biographie
Sofia Alejandra Gaviria Correa, est la sixième parmi huit enfants. Fille de l’homme d'affaires, journaliste et leader politique colombien Guillermo Gaviria Echeverri et d’Adela Correa Uribe, elle est la sœur de Guillermo Gaviria Correa, gouverneur d'Antioquia qui a été enlevé par les FARC, lorsqu’il menait un mars pour la paix, et a été tué par le même groupe armé treize mois plus tard. Son autre frère, Anibal Gaviria Correa a été l'un des dirigeants politiques les plus populaires de la Colombie, comme gouverneur d’Antioquia et maire de Medellin .
Sofia Gaviria, après avoir obtenu son diplôme en Science politique à l'Université des Andes, a travaillé avec l’ONU et l’ICFES, comme coordonnatrice du programme de prévention des toxicomanies qui a été menée  dans la majorité des universités colombiennes[réf. nécessaire]. Elle a compilé, édité et publié deux livres sur l'expérience du projet fait. Plus tard, elle voyage à New York, où elle étudie les langues modernes à la New School for Social Research et elle se spécialise en relations internationales à l'Université de New York. 
Ensuite, elle atterrit à Sarajevo, juste après les Guerres de Yougoslavie. Là-bas, en plus d'étudier et d'écrire sur le conflit, elle travaille en tant que bénévole à la l'ONG Samaritan Purse .
Ultérieurement, elle vit pendant deux mois en Irlande, où elle se consacre à étudier et à écrire sur la paix et sur la culture, pour déménager ensuite à Barcelone, où elle fait une maîtrise en politique publique et sociale aux les universités Johns Hopkins et Pompeu Fabra. 
Dans le cadre de ses activités de coopération internationale et de défense des droits de l'homme, elle voyage au Rwanda et au Burundi où elle fait du bénévolat avec la Croix-Rouge et Médecins Sans Frontières.
De retour à Barcelone, elle épouse l'avocat et expert en coopération internationale Jaume Guardans Cambò, frère de l'homme politique catalan Ignasi Guardans et petit-fils du ministre, mécène et intellectuelle espagnol Francesc Cambó. Avec son mari, elle fonde Ideaborn, entité de conseil qui contribue à la promotion et la protection des droits de l'homme dans le monde. Par la suite, elle obtient un diplôme en Gestion de projets sociaux à l'École supérieure d'administration et de direction d'entreprises ESADE[réf. nécessaire].
En 2003, peu après la naissance de sa première fille, Helena, les FARC  tuent son frère Guillermo Gaviria Correa. Deux ans plus tard, sa deuxième fille, Irène, naît, et la famille décide de s'établir à Medellin.  Dans sa ville natale, Sofia Gaviria soutient la création de la Fondation Lucerito, une ONG qui s'occupe des enfants victimes d'abus et d'exploitation sexuelle[réf. nécessaire]. En plus, eIle participe en tant que membre du conseil d'Fundaunibán, entité chargée des projets de responsabilité sociale des entreprises; de l'Association Surgir, qui effectue de la prévention des toxicomanies, et de Grupo20, l'entreprise familiale. Elle coordonne la conception et mise en œuvre du programme de la paternité responsable qui profite à plus de onze mille personnes dans la région d'Uraba. Parallèlement, elle participe en tant que conférencière dans plusieurs congrès internationaux de victimes à (Bogota, Madrid, Valence et New York)[réf. nécessaire].
En mars 2014, elle a été élue sénatrice de la République de Colombie, pour le Parti libéral colombien et en septembre de la même année, elle a été élue co-présidente national de son parti, qui fait partie de la coalition au pouvoir en Colombie. 
Elle fait partie de la Commission septième et de la Commission des droits de l'homme du Sénat.  Son travail au Sénat a mis l'accent en particulier sur des questions liées à la sécurité alimentaire, la décentralisation et les droits de l'homme.
À l'heure actuelle, elle dirige un groupe de parlementaires et des ONG visant à la défense, la visibilisation et la représentation des victimes des FARC dans le processus de paix qui est en cours au moment à La Havane. 
En outre, elle a une rubrique bihebdomadaire dans le journal El Mundo, de la Colombie 